# Exoprosopa painterorum
Exoprosopa painterorum är en tvåvingeart som beskrevs av Johnson 1960. Exoprosopa painterorum ingår i släktet Exoprosopa och familjen svävflugor.
Artens utbredningsområde är Kalifornien. Inga underarter finns listade i Catalogue of Life.